# ایلف و پتروف

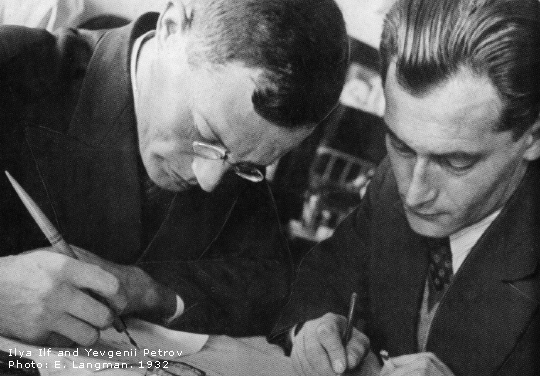
ایلف و پتروف

ایلیا ایلف (ایلیا آرنولدویچ فاینسیلبرگ) (روسی: Илья Арнольдович Файнзильберг ،۱۸۹۷–۱۹۳۷) و اوگنی یا یوگنی پتروف (یوگنی پتروویچ کاتاوف / کاتایوف یا روسی: Евгений Петрович Катаев ،۱۹۰۲–۱۹۴۲) دو نویسندهٔ نثرنویس شوروی در دهه‌های ۲۰ و ۳۰ قرن بیستم بودند. آنها بسیاری از نوشته‌های خود را با هم، و تقریباً همیشه تحت نام «ایلف و پتروف» منتشر کردند. آنها اهل اودسا بودند.

## آثار
ایلف و پتروف به خاطر دو رمان طنز خود مشهورند: دوازده صندلی (۱۹۲۸) و ادامهٔ آن، گوساله طلایی کوچک (۱۹۳۱). این دو رمان با شخصیت اصلی خود، استپ بنتر، که یک کلاه‌بردار در جستجوی ثروت است به هم پیوند خوده‌اند. هر دو کتاب وقایع مربوط به بنتر و همدستانش در پی یافتن گنج در دوران شوروی را دنبال می‌کنند. این دو رمان در روسیه هم به‌طور گسترده خوانده شده‌اند و هم نقل قول‌هایی از آنها، وارد فرهنگ روسیه شده‌است. بر اساس دوازده صندلی حدود سال بیست فیلم در اتحاد جماهیر شوروی (توسط لئونید گایدی و مارک زاخاروف و …)، در ایالات متحده (به ویژه توسط مل بروکس) و در کشورهای دیگر ساخته شده‌است.

## کتابشناسی
- دوازده صندلی (به روسی: Двенадцать стульев) (۱۹۲۸)
- گوسالهٔ طلایی کوچک (به روسی: Золотой теленок) (۱۹۳۱)
- آمریکای یک طبقه (به روسی: Одноэтажная Америка) (۱۹۳۷)
- مسافرت جاده‌ای ایلف و پتروف در آمریکا (۲۰۰۶)

## اقتباس‌های سینمایی از رمان دوازده صندلی
- دوازده صندلی (فیلم ۱۹۷۰)
- دوازده صندلی (فیلم ۱۹۳۳)
- دوازده صندلی (فیلم ۱۹۶۲)
- دوازده صندلی (فیلم ۱۹۷۱)
- دوازده صندلی (فیلم ۱۳۹۰)